# چینی‌بیدادگر
چینی‌بیدادگر (نام علمی: Sinotyrannus) نام یک سرده از تیره پیشاشاخ‌خزندگان است.